# Stift Geras
Das Stift Geras ist ein Kloster der Prämonstratenser in Geras in Niederösterreich, Bezirk Horn.

## Geschichte
Das Kloster wurde 1153 als Tochterkloster von Seelau durch Ekbert und Ulrich II. von Pernegg gegründet und mit Seelauer Chorherren besiedelt. Es bildete mit dem zehn Kilometer entfernten Frauenkloster Pernegg ein Doppelkloster. Das Kloster in Geras wurde zum Teil auf einem alten slawischen Gräberfeld errichtet, auch der Name stammt wohl aus dem Slawischen (Jerus ?).
Das Stift wurde nach dem Aussterben der Grafen von Pernegg ein Passauer Eigenkloster. Bis zur Errichtung des Bistums St. Pölten (unter Kaiser Joseph II.) lag es auf dem Gebiet des Bistums Passau. Es gehörte den größten Teil seiner Geschichte zur böhmischen Zirkarie des Prämonstratenserordens.
Im letzten Krieg zwischen König Ottokar II. Přemysl und Rudolf von Habsburg (1278) wurde das Stift geplündert und zerstört, danach war es völlig verarmt.
Zwischen 1419 und 1436 zogen die Hussiten mehrfach durch Geras und im November 1486 besetzten dann die Ungarn Geras und Pernegg (außerdem Zwettl und Allentsteig).
Am 22. Juni 1542 verlieh König Ferdinand I. dem Stift Geras ein Wappen, es zeigt einen in Grün und Rot ungezählt geschachten Schild.
In der Reformationszeit war das Kloster nur noch nominell katholisch und machte eine Krise durch. Schließlich wurden Stift und Stadt Geras im Dreißigjährigen Krieg mehrfach geplündert und 1620 von Mansfeldschen Truppen in Brand gesteckt.
Einige wenige Chorherren kehrten 1625 aus der Abtei Strahov (Prag) in die Ruinen zurück und begannen unter dem aus Westfalen stammenden Abt Benedict Lachen (auch Lacken oder Laachen) den Wiederaufbau.
Schon unter Abt Peter II. Herkart und besonders unter dem als zweiter Gründer geltenden Abt Johannes Westhaus wurde, noch während des Krieges, nicht nur das Kloster wieder aufgebaut, sondern auch die entvölkerte Umgebung wieder besiedelt.

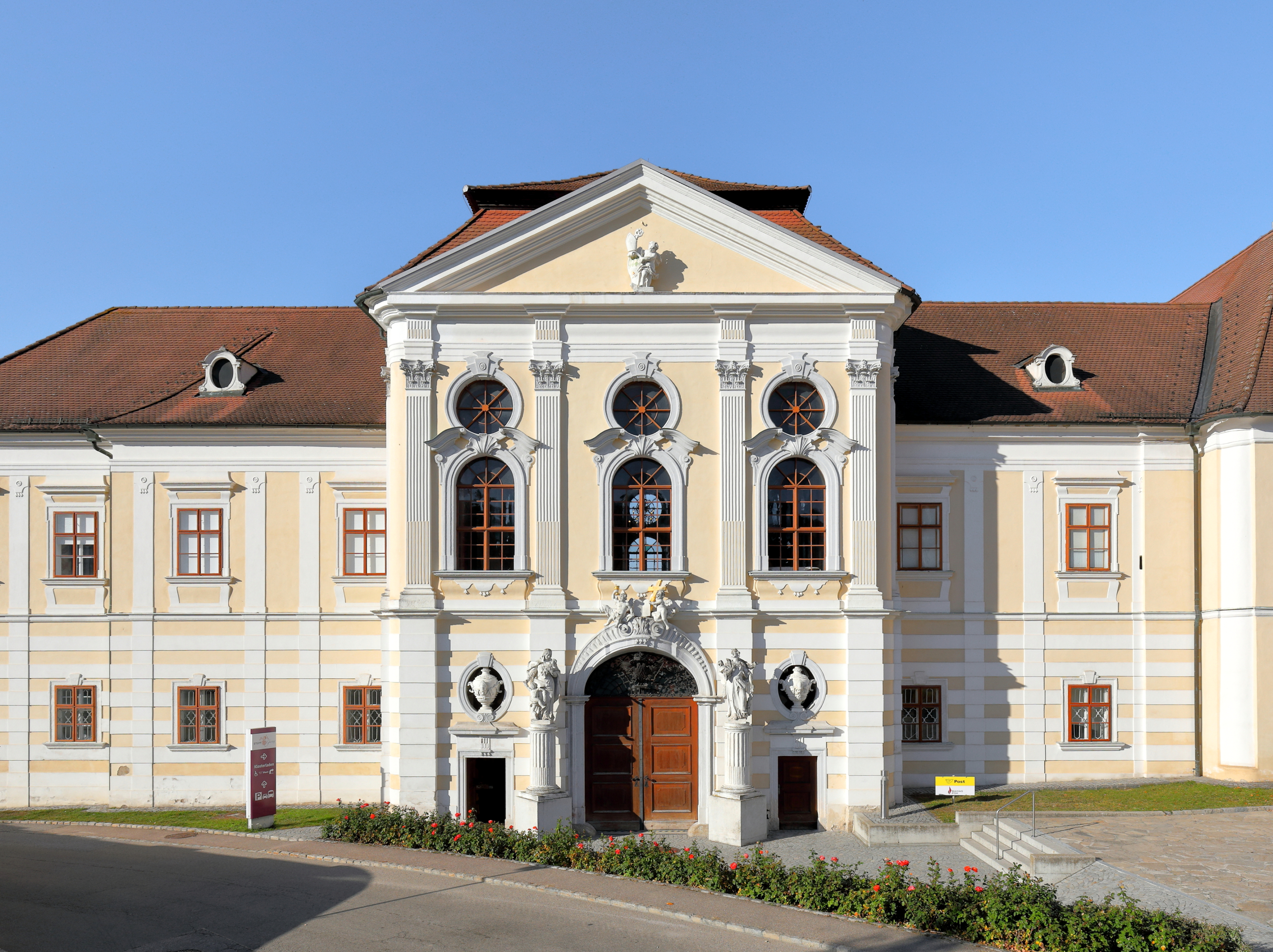
Das „Neugebäude“ des Stiftes mit der dem Ort zugewandten Hauptfassade; errichtet 1736–1740

Anfang des 18. Jahrhunderts brannte die Stiftskirche aus, von der alten Ausstattung ist vor allem ein Beichtstuhl aus der Zeit des Johannes Westhaus erhalten.
Unter Abt Nikolaus Zandt, der 1730 bis 1746 Künstlerpersönlichkeiten wie Joseph Munggenast als Architekt und Paul Troger als Freskant ins Waldviertel holte, entstand im Wesentlichen das heutige Erscheinungsbild. Die Schäden wurden beseitigt, Erweiterungen und Neugestaltungen vorgenommen.
Der österreichische Erbfolgekrieg (1740–1748) ging 1742 auch über Geras hinweg.
In der zweiten Hälfte des 18. Jahrhunderts erreichte das Stift auch eine Größe von über 50 Chorherren. Diese Blüte wurde durch Kaiser Joseph II. beendet, der das Stift Pernegg aufhob, die Zahl der Chorherren in Geras beschränkte (numerus clausus), die Pfarreien des Stiftes Pernegg dem Stift Geras übergab und die Errichtung einer Zahl neuer Pfarreien anordnete. Seit Mitte des 19. Jahrhunderts ist das Stift Geras auch der Eigentümer der Gebäude des ehemaligen Stiftes Pernegg.
1848 endete die Zeit der Grundherrschaft des Stiftes Geras und 1866 betraf auch der preußisch-österreichische Krieg das Kloster. Es folgten die Beschlagnahme durch die Nationalsozialisten, der Zweite Weltkrieg und die russische Besatzung, all diese Ereignisse belasteten das Stift Geras.
1990 bis 1994 wurden die Stiftsgebäude und -gärten grundlegend erneuert.
In der Gründungszeit war die Anlage verhältnismäßig groß, aber heute gehört es zu den kleineren Stiften in Österreich.
In Geras werden seit Jahren bedeutende Kunstkurse veranstaltet, die einigen Einfluss auf zeitgenössische Künstler hatten.
Im 1783 aufgehobenen Kloster Pernegg wird seit 1995 ein Fasten- und Seminarzentrum durch das Stift Geras betrieben.
Seit dem Mittelalter betreibt das Stift Geras in nahe gelegenen Gewässern Fischwirtschaft, dazu wurden z. T. schon im Mittelalter Fischteiche angelegt. Es gibt auch noch einen der ältesten in Gebrauch befindlichen Fischkalter.
1989 wurde am Dom in Fritzlar (Deutschland) eine Neugründung vorgenommen, die 2010 vom Abt aufgelöst wurde – nachdem durch einen damaligen Mitbruder begangene Missbrauchsfälle entdeckt worden waren und die Abtei daher die Notwendigkeit einer Aufhebung gegeben sah. Eine weitere Neugründung „São Norberto“ in Itinga-Bahia (Brasilien) wurde 2009 selbständig.
Derzeit betreuen die Chorherren des Stiftes Geras 23 Pfarren (einige davon bereits seit der Gründungszeit): Blumau/Wild, Drosendorf, Eibenstein, Geras, Göpfritz/Wild, Harth, Japons, Kirchberg/Wild, Langau, Niklasberg, Nondorf/Wild, Oberhöflein, Pernegg, Pleissing, Sallapulka, Trabenreith, Walkenstein, Weikertschlag, Weitersfeld, Zissersdorf in der direkten Umgebung, dazu weitere in der Diözese St. Pölten und der Erzdiözese Berlin.
Der gegenwärtige Vorsteher des Klosters ist Prior Prälat Conrad Kurt Müller. Zum Stift gehören derzeit 17 Prämonstratenser (Stand: November 2020), sowie 13 Familiaren.

## Stiftsgebäude
Zu den Kostbarkeiten des Stiftes gehört der unter Abt Nikolaus Zandt errichtete, sogenannte Marmorsaal über dem Hauptportal. Die Decke wird von einem prächtigen, signierten Fresko Paul Trogers  geschmückt, welches die wunderbare Brotvermehrung darstellt (1738), die Wände bestehen aus qualitätvollem Stuckmarmor. Das Deckenfresko ist nie gereinigt oder restauriert worden, was aber den strahlenden Farben keinen Abbruch tut. Außerdem finden sich Ölgemälde Trogers über den beiden Kaminen (die auch kleine Reliefs von der Hand Schletterers enthalten). Am Rand der Decke befindet sich eine der wenigen Signaturen Trogers.
In den Compendiata Notitia super Gerusium a Praelatis relicta gibt es auch einen Hinweis auf eine mögliche Tätigkeit von Johann Jakob Zeiller im Stift Geras, sicher ist jedoch, dass er in einer Pfarrei des Stiftes gearbeitet hat. Der Hinweis könnte sich auf die Architekturmalereien des Trogerfreskos beziehen, da Zeiller zu dieser Zeit Trogers Architekturmaler war.

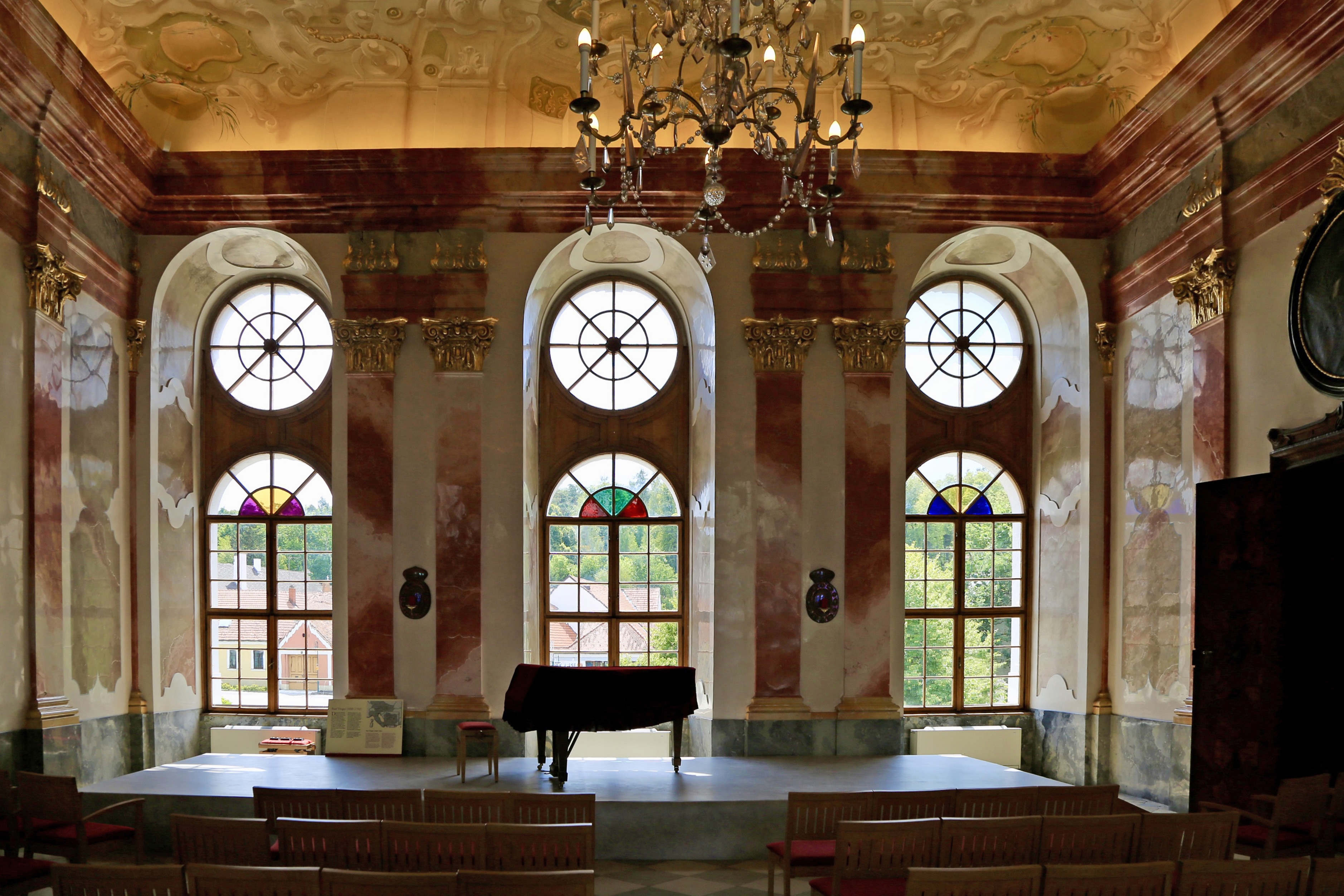
Fenster im Marmorsaal

Die Außenfassade der Einfahrt zum Stift, über der der Marmorsaal liegt, erhielt ihre plastische Ausstattung durch Jakob Christoph Schletterer, der dort – unter anderem – eine Figurengruppe der göttlichen Tugenden (Glaube, Liebe und Hoffnung) schuf, die das Portal umgibt, ebenso die Feststiege.
Fünf historische Farbgebungen aus verschiedenen Epochen wurden in der Feststiege gefunden, von denen die barocke Originalfassung an den Wänden wiederhergestellt wurde. Das dortige Fresko Triumph von Weisheit und Mäßigung von Paul Troger ging aufgrund eines Einsturzes um 1870 bis auf wenige Reste verloren.
Der Saal, das ehemalige Sommerrefektorium, ist Teil des zwischen 1736 und 1740 errichteten Neugebäudes, welches anlässlich des 850-jährigen Bestehens nach alten Ansichten und Vergleichen mit anderen Bauten Munggenasts renoviert wurde. Auch die Westfassade der Stiftskirche und die Feststiege wurden saniert.
Weitere interessante Kunstschätze des Stiftes sind die Bibliothek mit Fresken von Josef Winterhalder vom Beginn des 19. Jahrhunderts, die Äbtegalerie und ein Zyklus von 35 großformatigen Gemälden, die das Leben des Ordensgründers Norbert von Xanten darstellen. Außerdem prachtvolle Gitter aus Schmiedeeisen und eine überlebensgroße Statue der Minerva (Pallas Athene), der griechisch-römischen Göttin der Weisheit, in der Nische am Fuß der Feststiege. Außerdem gibt es noch einige freigelegte Fresken (z. B. im „Rosenzimmer“) und diverse gotische Spolien.
Die Äbtegalerie wurde 1731 von Abt Nikolaus Zandt bei Johann Jakob Pischl in Auftrag gegeben, da es bisher keine vollständige Galerie gab. Dabei standen die Chorherren des Stiftes Modell, wobei jeder anhand eines Details auf dem Bild zu identifizieren war.
Der ursprünglich aus Wien stammende Albrecht Steiner von Felsburg benutzte für die Neuausführung von Trogers Kuppelgemälde im Brixner Dom den Entwurf Trogers, der die von Tugenden begleiteten Minerva zeigt, welcher für das Stiegenhaus von Stift Geras gedacht war, als Vorlage.

## Stiftskirche

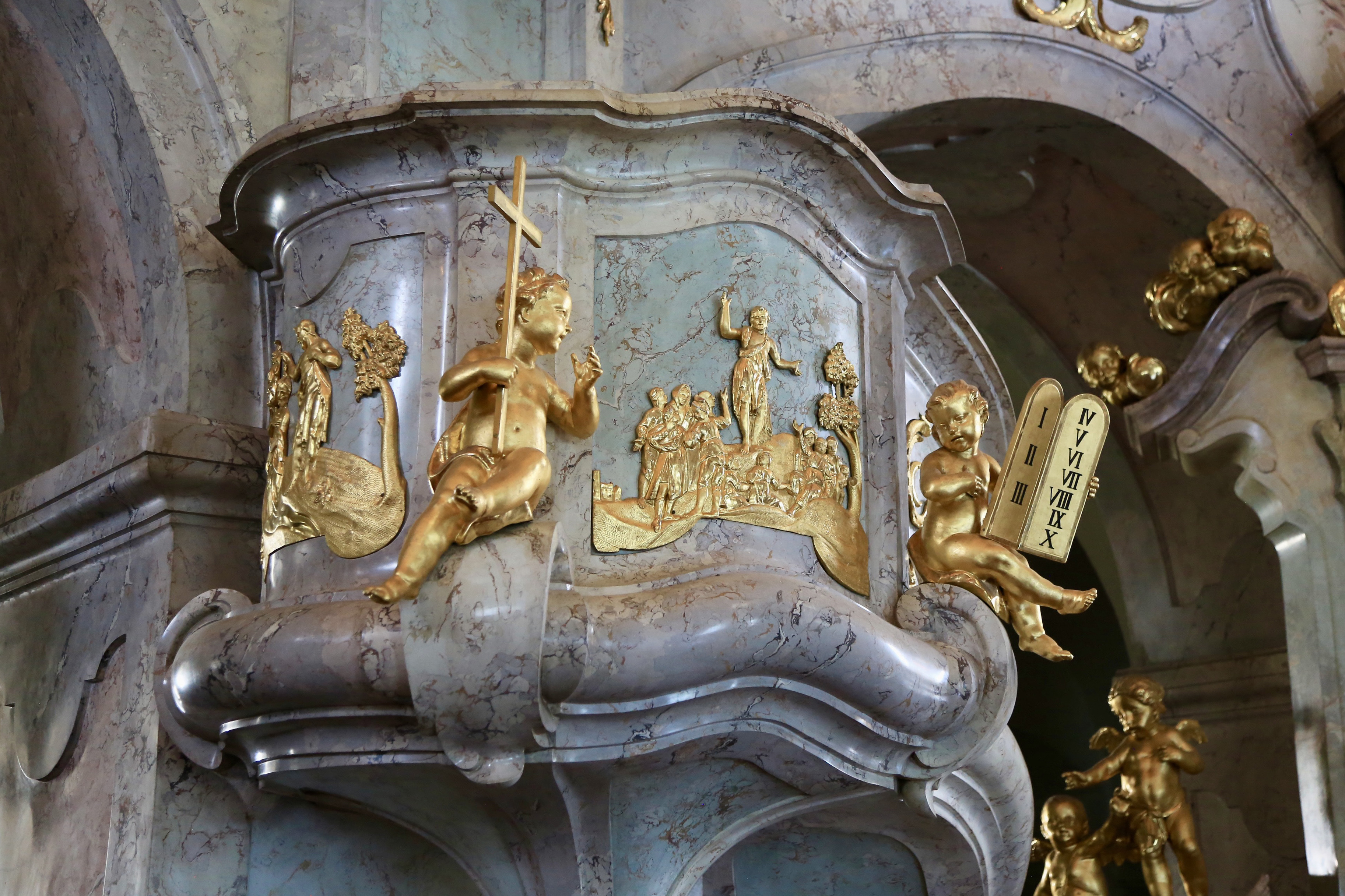
Die Kanzel in der Kirche besteht aus Stuckmarmor. Dieser war damals, im Gegensatz zu heute, billiger als echter Marmor.

Die Stiftskirche ist eine romanische Pfeilerbasilika, die später gotisiert wurde. Über dem barocken Gewölbe sind noch Fensteröffnungen aus romanischer und gotischer Zeit zu sehen. Der Chorraum hat einen gotischen 3/8-Schluss. Der Hochaltar ist, nach den Vorschriften der Prämonstratenser, freistehend, ebenso die Altäre in den Seitenschiffen.
Nach mehreren Bränden wurde die Stiftskirche mit dem Patrozinium Mariä Geburt im 18. Jahrhundert durch Joseph Munggenast als Architekt und den Freskomaler Franz Zoller (1726–1779) unter anderem mit einer Darstellung der Lauretanischen Litanei im Gewölbe barockisiert.
Außerdem befinden sich in der Kirche Gemälde der zwölf Apostel (Schiff) und Gemälde von sechs Heiligen der Prämonstratenser (Chor).
Sehenswert ist der Hochaltar mit einem Gemälde, auf dem der hl. Norbert, über den Regelvater Augustinus, von der Ordenspatronin Maria das Skapulier erhält. Außerdem ist das Gnadenbild der Geraser Madonna aus dem 15. Jahrhundert zu sehen. Sein gegenwärtiger Zustand basiert auf der Farbfassung von 1914, die der ursprünglichen von 1731 sehr ähnlich ist.
Die hinteren Seitenaltäre im Hauptschiff zeigen Augustinus, Norbert – die Vermutung, die Gemälde stammten von Bartolomeo Altomonte, ist nicht zu beweisen. – die vorderen, die Taufe Jesu und Nikolaus von Myra, einen Jungen aus der Hand von Räubern rettend – neuerdings wieder Maulbertsch zugeschrieben.
Weiters gibt es eine barocke Sakristei (unter der byzantinischen Kapelle).
In den Seitenschiffen befinden sich zwei weitere Altäre (ein Barbaraaltar im nördlichen, und ein Kreuzaltar im südlichen). Das Altarbild des Kreuzaltars stammt von Josef Hauzinger (1756), an der Wand links neben dem Kreuzaltar ist ein Wappenstein der Herren von Kottaun (Kattau?) aus dem 14. Jahrhundert eingelassen.
Die Kanzel besteht aus Stuckmarmor und wurde von Johann Ignaz Hennevogel geschaffen.
1953 wurde ihr der Titel einer Basilica minor verliehen.
Zwischen 1990 und 1994 wurde die Kirche umfassend renoviert und erhielt dabei auch einen neuen Volksaltar von Thomas O. Munz.

### Byzantinische Kapelle
Eine neu eingerichtete byzantinische (griechisch-katholischen) Kapelle im Obergeschoß des südlichen Seitenschiffs wurde am 25. Jänner 2010 vom melkitischen griechisch-katholischen Patriarchen Gregorios III. Laham aus Damaskus geweiht.

### Orgel
Die Orgel der Stiftskirche wurde 1731 von Ignaz Jakob Florian Casparides gefertigt. Nach einem Umbau 1842 durch Franz Ullmann wurde sie im Zuge der Kirchenrenovierung 1993 bis 1995 von der Firma Blank (Herwijnen/NL) restauriert. Das Instrument verfügt über 19 Register, die Pfeifen sind zum Teil noch original erhalten.

### Glocken
Die Stiftskirche besitzt folgende Glocken:
| Nr. | Name                   | Gussjahr | Gießerei, Gussort                           | Durchmesser (cm) | Gewicht (kg) | Schlagton |
| 1   | Augustinus             | 1994     | Grassmayr, Innsbruck                        | 146              | 1850         | des’      |
| 2   | Maria (Westhausglocke) | 1668     | Stephan Mollot, lothringischer Wandergießer | 115              | 800          | es’       |
| 3   | Norbert                | 1994     | Grassmayr, Innsbruck                        | 116              | 950          | f’        |
| 4   | Peter und Paul         | 1949     | Pfundner, Wien                              | 100              | 576          | as’       |
| 5   | Josef                  | 1994     | Grassmayr, Innsbruck                        | 86               | 370          | b’        |
| 6   | Monika (Totenglocke)   | 1994     | Grassmayr, Innsbruck                        | 71               | 220          | des"      |

## Schüttkasten

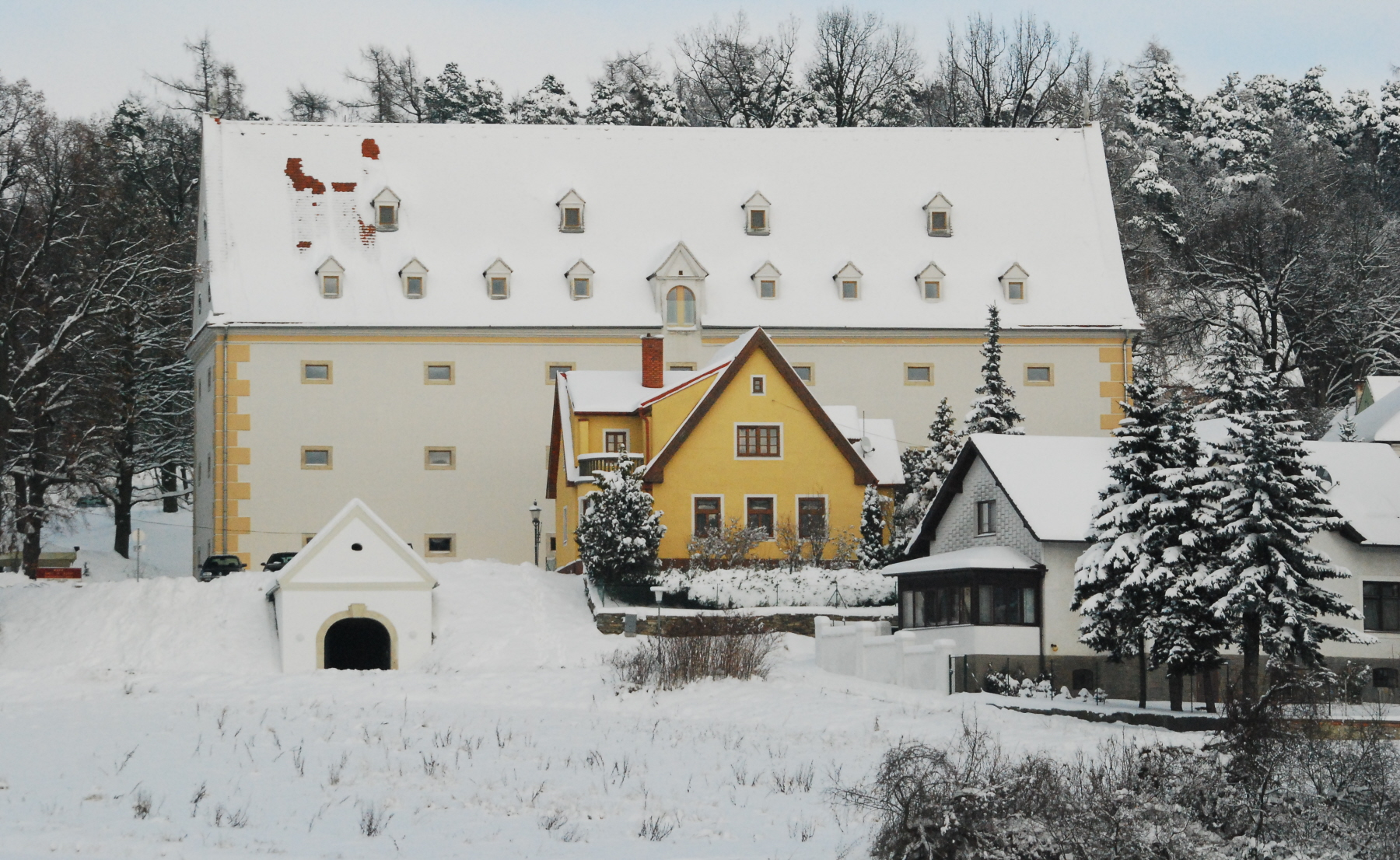
Schüttkasten von Geras

Der Schüttkasten wurde als Getreidespeicher des Stiftes gebaut. Zwischen 1978 und 1980 wurde der Schüttkasten unter Abt Joachim Angerer in ein Hotel mit 70 Zimmern umgestaltet. Das Hotel ist an einen privaten Investor verkauft worden. Heute ist das Hotel der Sitz der Akademie Geras.
Der Schüttkasten ist ein Bauwerk mit drei Stockwerken. Die längsseitigen Außenmauern verfügen über gerahmte Breitfenster und an den Giebelmauern über Kartuschefenster. An den Giebelspitzen befinden sich Figuren des heiligen Johannes des Täufers und des heiligen Johannes des Evangelisten. Die Originale sind im Stift Geras. Das Dach wurde als Satteldach mit Dachhäuschen ausgeführt.
Über dem der Stadt zugewandten Eingang an der Südseite des Gebäudes steht in einer Nische die so genannte Schüttkastenmadonna, ein polychromiertes Hochrelief der Madonna mit dem Kinde, das von zwei Engeln getragen wird. Als möglicher Schöpfer dieser Darstellung wird der Eggenburger Steinmetz Thomas Steinböckh genannt. Darunter befinden sich die Wappen des Stiftes Geras und des Abtes Johannes Westhaus, unter dessen Leitung der Schüttkasten zwischen 1668 und 1670 auf einer Anhöhe oberhalb des Stiftes errichtet wurde.
Der Keller des Schüttkastens wurde als zweischiffiger Keller mit quadratischen Pfeilern und Kreuzgratgewölben erbaut. Das Erdgeschoß verfügte über schlankere Steinpfeiler, während in den oberen Stockwerken Holzpfeiler mit Sattelhölzern und Holzbalkendecken verwendet wurden.

## Meierhof

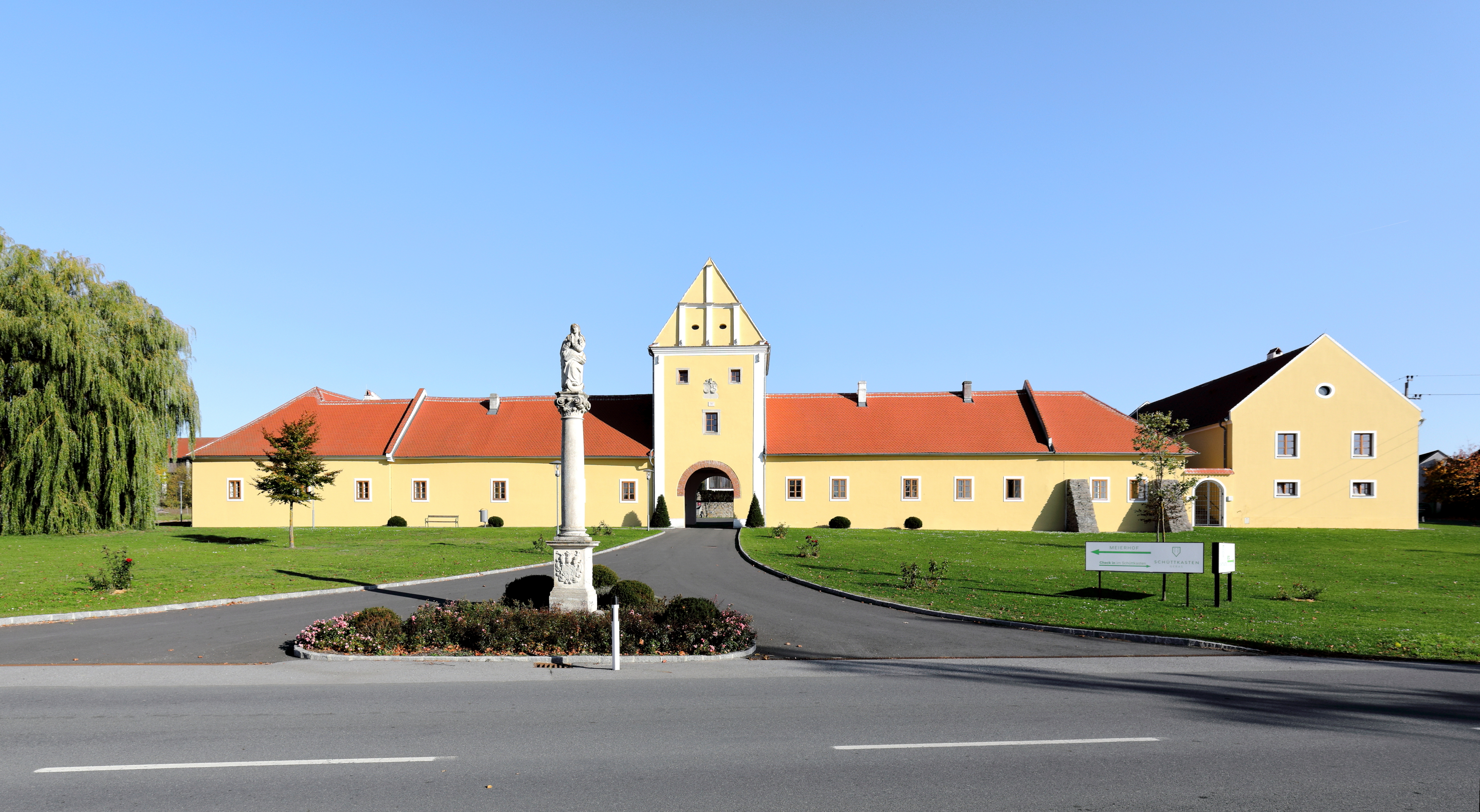
Westansicht des Meierhofes

Der zum Stift gehörende Meierhof befindet sich rund 350 m nördlich des Stiftes und ist auf einem nach Osten ansteigenden Grundstück errichtet. Nach einem Brand im Jahr 1643 wurde er in Form einer vierflügeligen Anlage neu erbaut. Der Torturm ist im Westen errichtet, hat eine tonnengewölbte Einfahrt und ist mit 1666 datiert. Bei der Zufahrt ist eine Mater-Dolorosa-Statue auf einer Kompositsäule aus der 2. Hälfte des 17. Jahrhunderts aufgestellt.

## Wissenswertes
- Stift Geras ist das älteste ohne Unterbrechung bestehende Männerkloster des Ordens.
- Stift Geras ist eine Tochter des Stiftes Seelau, dies wiederum ist eine Tochter der Abtei Steinfeld und diese ist eine Tochter der Abtei Prémontré.
- Stift Geras war auf der 3,50 Schilling Marke der österreichischen  Dauermarkenserie „Stifte und Klöster in Österreich“, welche von 1984 bis 1992 erschienen ist, abgebildet.
- Der Anthroposoph Rudolf Steiner berichtet über seinen Vater Johann Steiner (1829–1910): „Seine Kindheit und Jugend hat mein Vater im engsten Zusammenhange mit dem Prämonstratenserstifte in Geras verlebt. Er hat stets mit einer großen Liebe auf diese Zeit seines Lebens zurückgeblickt.“
- Im Stift Geras finden jedes Jahr Sonderausstellungen zu besonderen Themen statt, z. B.: Barocke Kunst und Architektur (grenzübergreifend), Perlmutt (Waldviertler Knopfherstellung) und Feuerwehr in Niederösterreich.

## Klosterleitung
| Vorsteher des Stiftes Geras | Vorsteher des Stiftes Geras |
| --- | --- |
| Pröpste 1. Mandevin (ca. 1153–1160) 2. Thielmann I. (1160–1179) Äbte 3. Paul I. (1180–1186) 4. Dietmar (1186–1199) 5. Friedrich I. (1199–1225) 6. Johannes I. (1226–1235) 7. Florian (1235–1256) 8. Ulrich (1256–1274) 9. Johannes II. (1274–1277) 10. Arnold (1277–1279) 11. Konrad (1280–1298) 12. Petrus I. (1298–1305) 13. Hermann I. (1305–1310) 14. Gerhard (1310–1327) 15. Bernhard (1327–1335) 16. Johannes III. (1335–1342) 17. Thielmann I. (1343–1348) 18. Wilhelm I. (1348–1389) 19. Johannes IV. (1389–1414) 20. Thielmann II. (1414–1432) 21. Wilhelm II. (1432–1446) 22. Friedrich II. (1446–1459) 23. Johannes V. (1459–1464) 24. Oswald (1464–1485) 25. Wenzel (1485–1500) 26. Vinzenz (1500–1502) 27. Paul II. (1502–1527) 28. Erhard (1527–1547) 29. Balthasar (1547–1557) 30. Wenzel Johann Ruepl (1557–1558) 31. Gregor Setzenschragen (1558–1563) 32. Urban Leser (1563–1579) Balthasar Polzmann (1580–1584), Administrator | 33. Longin Haberler (1584–1598) 34. Johannes VI. Beyrer (1598–1615) Valentin Springel (1615–1627), Administrator 35. Benedikt Lachen (1627–1632) 36. Petrus II. Herkardt (1632–1650) 37. Johannes VII. Westhaus (1650–1674) 38. Friedrich III. Urtica (1674–1693) 39. Engelbert Hoffmayr (1693–1712) 40. Michael I. Wallner (1713–1729) 41. Nikolaus Zandt (1730–1746) 42. Paul III. Gratschmayr (1746–1780) 43. Andreas Hayder (1780–1786, resigniert) Johann Nepomuk Marcus (1780–1786), Administrator Franz Xaver Mohr (1786–1790), Kommendatarabt Johann Nepomuk Marcus und Gottfried Bauer (1790–1797) 44. Ignatz Carl Hörstelhofer (1797–1813) 45. Hugo Laurenz Pfennigbauer (1814–1829) 46. Hermann II. Hohenheiser (1823–1829) Johann Peter Bayer (1829–1843) Franz Karl Schlegl (1843–1852) 47. Adolf Johann Heisinger (1852–1859) 48. Julius Eduard Plch (1859–1888) 49. Adrian Lambert Zach (1889–1916) 50. Ämilian Johann Greisel (1916–1926) 51. Ludolf I. Rudisch (1927–1930) 52. Friedrich IV. Ferdinand Silberbauer (1931–1952) 53. Isfried Robert Franz (1952–1961) 54. Ludolf II. Karl Schuster (1961–1967) Alois Stöger (1967–1968), Administrator Otto Johann Karasek (1968–1973), Administrator Otto Johann Karasek (1973–1979), Prior de regimine 55. Otto Johann Karasek (1979–1985) 56. Joachim Fridolin Angerer (1986–2004, resigniert) Martin Felhofer (2004–2007), Administrator 57. Michael II. Karl Proházka (2007–2018) Conrad Kurt Müller (2018–2020), Administrator Conrad Kurt Müller (2020–), Prior de regimine |

## Bedeutende Chorherren des Stiftes Geras
- František Ignác Tuma (1704–1774), Komponist
- Hermann Bauer (1723–1803), Komponist
- Hieronymus Joseph Alram (1754–1825), Komponist und Historiker
- Alphons Žák (1868–1931), Historiker
- Seliger Jakob Franz Alexander Kern (1897–1924)
- Ambros Josef Pfiffig (1910–1998), Etruskuloge und Komponist
- Hermann-Josef Weidinger  (1918–2004), Kräuterpfarrer
- Augustinus Karl Wucherer-Huldenfeld (* 1929), Theologe und Philosoph
- Joachim Angerer (1934–2019), Abt, Musikwissenschaftler und Autor
- Michael Karl Proházka (1956–2023), Theologe und Abt
- Benedikt Felsinger (* 1965), neuer Kräuterpfarrer